# 多夫·錫格勒
多夫·錫格勒（英語：Dolph Ziggler，1980年7月27日—），本名尼可拉斯·席奧多·尼克·內莫斯（英語：Nicholas Theodore Nick Nemeth），是美國職業摔角選手和棟篤笑演員。他目前受聘於世界摔角娛樂（WWE），並在Raw品牌亮相。

## 冠軍及成就
- 新日本職業摔角
  - IWGP環球重量級冠軍（第2代）（一次）
- 世界摔角娛樂
  - NXT冠軍（一次）[1]
  - 世界重量級冠軍（二次）[2][3]
  - WWE美國冠軍（二次）[4]
  - WWE洲際冠軍（六次）[5][6]
  - WWE SmackDown雙打冠軍（一次）- 與羅伯特·盧迪（英语：Bobby Roode）（一次）
  - WWE Raw雙打冠軍（二次）- 與祖魯·麥金泰爾（一次）和羅伯特·盧迪（英语：Bobby Roode）（一次）
  - 世界雙打冠軍（一次；與精神小隊（英语：The Spirit Squad））[7]
  - 公事包大戰（2012年；世界重量級冠軍合約）[8]
  - 衝擊大賞最佳推特社交管理冠軍（2014年）[9]
  - 衝擊大賞年度最佳賽事（2014年；在強者生存（英语：Survivor Series (2014)）與希南小隊對上全權夫婦（英语：The Authority (professional wrestling)））[10]
  - 第22位世界摔角娛樂三冠王

## 擂台招式
- 終結技
  - Zig Zag（跳躍式牛頭犬反面顏面粉碎）
  - Super Kick（超級強力踢）也兼作常用技
- 常用技
  - Drop Kick（跳躍式飛踢）
  - Famouser（腿部墜擊式牛頭犬顏面粉碎）
  - Jumping DDT（高彈跳DDT）

## 外部連結
- 尼克·內莫斯在互联网电影资料库（IMDb）上的資料（英文）
- 多夫·錫格勒的X（前Twitter）（英文）
- 多夫·錫格勒在WWE官方網站的介紹 （页面存档备份，存于）（英文）